# (2772) Dugan
(2772) Dugan est un astéroïde de la ceinture principale.

## Description
(2772) Dugan est un astéroïde de la ceinture principale. Il fut découvert le 14 décembre 1979 à la station Anderson Mesa par Edward L. G. Bowell. Il présente une orbite caractérisée par un demi-grand axe de 2,31 UA, une excentricité de 0,20 et une inclinaison de 9,8° par rapport à l'écliptique.

## Compléments